# إيساك بواكي
إسحاق بواكيه (بالإنجليزية: Isaac Boakye)، من مواليد 26 نوفمبر 1981 في كوماسي في غانا، لاعب كرة قدم غاني.
و قد بدأ مسيرته الكروية مع نادي أسانتي كوتوكو في موسم 2002/2003، وفي عام 2003 انتقل إلى نادي أرمينيا بيلفيلد الألماني، ولعب معهم حتى عام 2006، وشارك معهم في 61 مباراة وسجل 24 هدف، ومنذ عام 2006 وهو يلعب مع نادي فولسبورغ الألماني. و هو يلعب مع منتخب غانا لكرة القدم.

## روابط خارجية
- إيساك بواكي على موقع الاتحاد الدولي (مؤرشف)  (الإنجليزية)
- إيساك بواكي على موقع قاعدة بيانات كرة القدم.إي يو (الإنجليزية)
- إيساك بواكي على موقع بيانات كرة القدم. دي إي (الألمانية)
- إيساك بواكي على موقع ناشيونال فوتبول تيمز (الإنجليزية)
- إيساك بواكي على موقع Soccerway.com (الإنجليزية)
- إيساك بواكي على موقع عالم كرة القدم.نت (الإنجليزية)
- إيساك بواكي على موقع كووورة